# Nivillac
Nivillac település Franciaországban, Morbihan megyében. Lakosainak száma 4874 fő (2022. január 1.). Nivillac Béganne, Saint-Dolay, Missillac, Herbignac, La Roche-Bernard, Marzan és Péaule községekkel határos.

## Népesség
A település népességének változása:
| Lakosok száma | 2727 | 3103 | 3101 | 3618 | 4364 | 4490 | 4612 | 4677 | 4746 | 4874 |
|               | 1968 | 1982 | 1990 | 2006 | 2013 | 2015 | 2017 | 2019 | 2020 | 2022 |